# Francesco Giuseppe di Braganza
Francesco Giuseppe di Braganza (nome completo in portoghese Francisco José Gerardo Maria Jorge Humberto Antonio Henrique Miguel Rafael Gabriel; Merano, 7 settembre 1879 – Ischia, 15 giugno 1919) è stato un infante e ufficiale portoghese.
Durante la sua vita fu coinvolto in scandali sessuali e truffe.

## Biografia
Francesco Giuseppe nacque a Merano, Austria (ora in Italia), secondogenito di Michele di Braganza, pretendente al trono portoghese, e della sua prima moglie, la principessa Elisabetta di Thurn und Taxis. Era omonimo del suo padrino l'imperatore Francesco Giuseppe I d'Austria. Nacque in esilio come risultato della legge portoghese di bando del 1834 e della costituzione del 1838, adottata dopoché suo nonno Michele I del Portogallo nel 1828 aveva usurpato il trono del Portogallo alla regina Maria II. Suo nonno regnò come re fino al 1834 quando Maria II fu restaurata.
Come suo padre, anche Francesco Giuseppe si arruolò nell'esercito austriaco.

## Scandalo omosessuale
Nell'agosto 1902 Francesco Giuseppe era a Londra per assistere alla incoronazione del re Edoardo VII del Regno Unito. L'11 settembre fu incriminato dalla Corte penale con l'accusa di aver commesso atti osceni con un ragazzo di quindici anni. Un uomo di 24 anni e un ragazzo di diciassette anni furono accusati di avere organizzato l'incontro. Un testimone affermò di aver fatto un buco in una porta della camera, e che attraverso il foro aveva visto Francesco Giuseppe e il quindicenne in attività sessuale in una casa a Lambeth. La testimonianza fu contraddetta dalla polizia, secondo la quale era possibile vedere solo nove pollici del letto attraverso il foro. I pubblici ministeri dissero che non sarebbe stato giusto per la giuria condannare sulla base delle prove prodotte. La giuria quindi dichiarò il principe Francesco Giuseppe non colpevole.
L'uomo che aveva organizzato l'incontro fu condannato a due anni di carcere, e i ragazzi a dieci e otto mesi ciascuno.
In seguito allo scandalo, Francesco Giuseppe fu costretto a dimettersi dal suo incarico come tenente nel 7º reggimento degli Ussari dell’esercito austro-ungarico. I giudici austriaci ridussero il suo status giuridico, privandolo dei suoi diritti civili e ponendo la gestione dei suoi affari nelle mani di un fiduciario, suo cognato, il principe Carlo Luigi di Thurn und Taxis.
Francesco Giuseppe fu poi coinvolto in un altro scandalo omosessuale in Austria.

## La truffa degli smeraldi
Nel novembre 1909 Francesco Giuseppe venne truffato, dopo l'acquisto di quelli che credeva essere preziosi smeraldi e quote di una società mineraria inglese.
L'impostore, il cui vero nome era William Joachim Lackerstein, aveva conosciuto Francesco Giuseppe a Parigi nell'aprile 1909 e, un mese dopo, si recò a Vienna, dove invitò a cena Francesco Giuseppe. Joachim riuscì a convincere Francesco Giuseppe delle sue credenziali come finanziere astuto. In ottobre, dopo che Francesco Giuseppe tornò da un viaggio all'estero, ricevette una serie di proposte commerciali dove Joachim gli disse che aveva da poco acquisito un gran numero di smeraldi e siccome Francesco Giuseppe era stato un buon padrone di casa con lui a Vienna, gli avrebbe permesso di acquistarli a buon prezzo, per poi poterli vendere per un profitto considerevole.
Per gli smeraldi e le quote, Francesco Giuseppe pagò un totale di £ 325.000, £ 125.000 per gli smeraldi e £ 200.000 per le azioni.
Siccome gli smeraldi e le quote si rivelarono inutili, Francesco Giuseppe ha deciso di perseguire penalmente tramite l'ambasciata austriaca a Londra. La maggior parte del suo denaro è stato recuperato.

## Capo realista
Nel 1911-1912 Francesco Giuseppe partecipò alle rivolte ai monarchici nel nord del Portogallo guidato da Henrique Mitchell de Paiva Couceiro, in un tentativo fallito di rovesciare la Prima Repubblica portoghese. Dopo che suo padre e il fratello maggiore rinunciarono ai loro diritti al trono portoghese, il principe Francesco Giuseppe è stato salutato come uno dei leader della causa realista da una serie di monarchici e fu visto come un rivale al re deposto nel caso di una restaurazione.

## Morte
Durante la prima guerra mondiale Francesco Giuseppe combatté nell'esercito austro-ungarico e fu catturato. È stato imprigionato sull'isola d'Ischia vicino a Napoli, dove morì di insufficienza cardiaca il 15 giugno 1919.

## Titoli
- Sua Altezza Reale il Principe Francesco Giuseppe di Braganza, Infante del Portogallo

## Ascendenza
|                                                              |                                       |                                                                  | Genitori                                       |  |  | Nonni |  |  | Bisnonni                   |  |  | Trisnonni                 |  |
|                                                              |                                       |                                                                  |                                                |  |  |       |  |  | Giovanni VI del Portogallo |  |  | Pietro III del Portogallo |  |
|                                                              |                                       |                                                                  |                                                |  |  |       |  |  | Giovanni VI del Portogallo |  |  | Pietro III del Portogallo |  |
|                                                              |                                       | Maria I del Portogallo                                           |                                                |  |  |       |  |  | Giovanni VI del Portogallo |  |  |                           |  |
| Michele I del Portogallo                                     |                                       |                                                                  |                                                |  |  |       |  |  | Giovanni VI del Portogallo |  |  |                           |  |
|                                                              |                                       | Infanta Carlotta Gioacchina di Spagna                            | Carlo IV di Spagna                             |  |  |       |  |  |                            |  |  |                           |  |
|                                                              |                                       | Infanta Carlotta Gioacchina di Spagna                            | Carlo IV di Spagna                             |  |  |       |  |  |                            |  |  |                           |  |
|                                                              |                                       | Infanta Carlotta Gioacchina di Spagna                            | Maria Luisa di Parma                           |  |  |       |  |  |                            |  |  |                           |  |
| Miguel, Duca di Braganza                                     |                                       | Infanta Carlotta Gioacchina di Spagna                            |                                                |  |  |       |  |  |                            |  |  |                           |  |
|                                                              |                                       | Costantino, Principe Ereditario di Löwenstein-Wertheim-Rosenberg | Carlo Tommaso di Löwenstein-Wertheim-Rosenberg |  |  |       |  |  |                            |  |  |                           |  |
|                                                              |                                       | Costantino, Principe Ereditario di Löwenstein-Wertheim-Rosenberg | Carlo Tommaso di Löwenstein-Wertheim-Rosenberg |  |  |       |  |  |                            |  |  |                           |  |
|                                                              |                                       | Costantino, Principe Ereditario di Löwenstein-Wertheim-Rosenberg | Sofia di Windisch-Grätz                        |  |  |       |  |  |                            |  |  |                           |  |
| Adelaide di Löwenstein-Wertheim-Rosenberg                    |                                       | Costantino, Principe Ereditario di Löwenstein-Wertheim-Rosenberg |                                                |  |  |       |  |  |                            |  |  |                           |  |
|                                                              |                                       | Agnese di Hohenlohe-Langenburg                                   | Carlo Ludovico I di Hohenlohe-Langenburg       |  |  |       |  |  |                            |  |  |                           |  |
|                                                              |                                       | Agnese di Hohenlohe-Langenburg                                   | Carlo Ludovico I di Hohenlohe-Langenburg       |  |  |       |  |  |                            |  |  |                           |  |
|                                                              |                                       | Agnese di Hohenlohe-Langenburg                                   | Amalia Enrichetta di Solms-Baruth              |  |  |       |  |  |                            |  |  |                           |  |
| Francesco Giuseppe di Braganza                               |                                       | Agnese di Hohenlohe-Langenburg                                   |                                                |  |  |       |  |  |                            |  |  |                           |  |
|                                                              | Massimiliano Carlo di Thurn und Taxis | Carlo Alessandro di Thurn und Taxis                              |                                                |  |  |       |  |  |                            |  |  |                           |  |
|                                                              | Massimiliano Carlo di Thurn und Taxis | Carlo Alessandro di Thurn und Taxis                              |                                                |  |  |       |  |  |                            |  |  |                           |  |
|                                                              | Massimiliano Carlo di Thurn und Taxis | Teresa di Meclemburgo-Strelitz                                   |                                                |  |  |       |  |  |                            |  |  |                           |  |
| Massimiliano Antonio, Principe Ereditario di Thurn und Taxis | Massimiliano Carlo di Thurn und Taxis |                                                                  |                                                |  |  |       |  |  |                            |  |  |                           |  |
|                                                              |                                       | Baronessa Guglielmina di Dörnberg                                | Ernesto di Dörnberg                            |  |  |       |  |  |                            |  |  |                           |  |
|                                                              |                                       | Baronessa Guglielmina di Dörnberg                                | Ernesto di Dörnberg                            |  |  |       |  |  |                            |  |  |                           |  |
|                                                              |                                       | Baronessa Guglielmina di Dörnberg                                | Wilhelmine Henriette Maximiliane von Glauburg  |  |  |       |  |  |                            |  |  |                           |  |
| Elisabetta di Thurn und Taxis                                |                                       | Baronessa Guglielmina di Dörnberg                                |                                                |  |  |       |  |  |                            |  |  |                           |  |
|                                                              |                                       | Massimiliano Giuseppe in Baviera                                 | Pio Augusto in Baviera                         |  |  |       |  |  |                            |  |  |                           |  |
|                                                              |                                       | Massimiliano Giuseppe in Baviera                                 | Pio Augusto in Baviera                         |  |  |       |  |  |                            |  |  |                           |  |
|                                                              |                                       | Massimiliano Giuseppe in Baviera                                 | Amalia Luisa di Arenberg                       |  |  |       |  |  |                            |  |  |                           |  |
| Elena di Baviera                                             |                                       | Massimiliano Giuseppe in Baviera                                 |                                                |  |  |       |  |  |                            |  |  |                           |  |
|                                                              |                                       | Ludovica di Baviera                                              | Massimiliano I Giuseppe di Baviera             |  |  |       |  |  |                            |  |  |                           |  |
|                                                              |                                       | Ludovica di Baviera                                              | Massimiliano I Giuseppe di Baviera             |  |  |       |  |  |                            |  |  |                           |  |
|                                                              |                                       | Ludovica di Baviera                                              | Carolina di Baden                              |  |  |       |  |  |                            |  |  |                           |  |
|                                                              |                                       | Ludovica di Baviera                                              |                                                |  |  |       |  |  |                            |  |  |                           |  |